# Daytona 500 2024

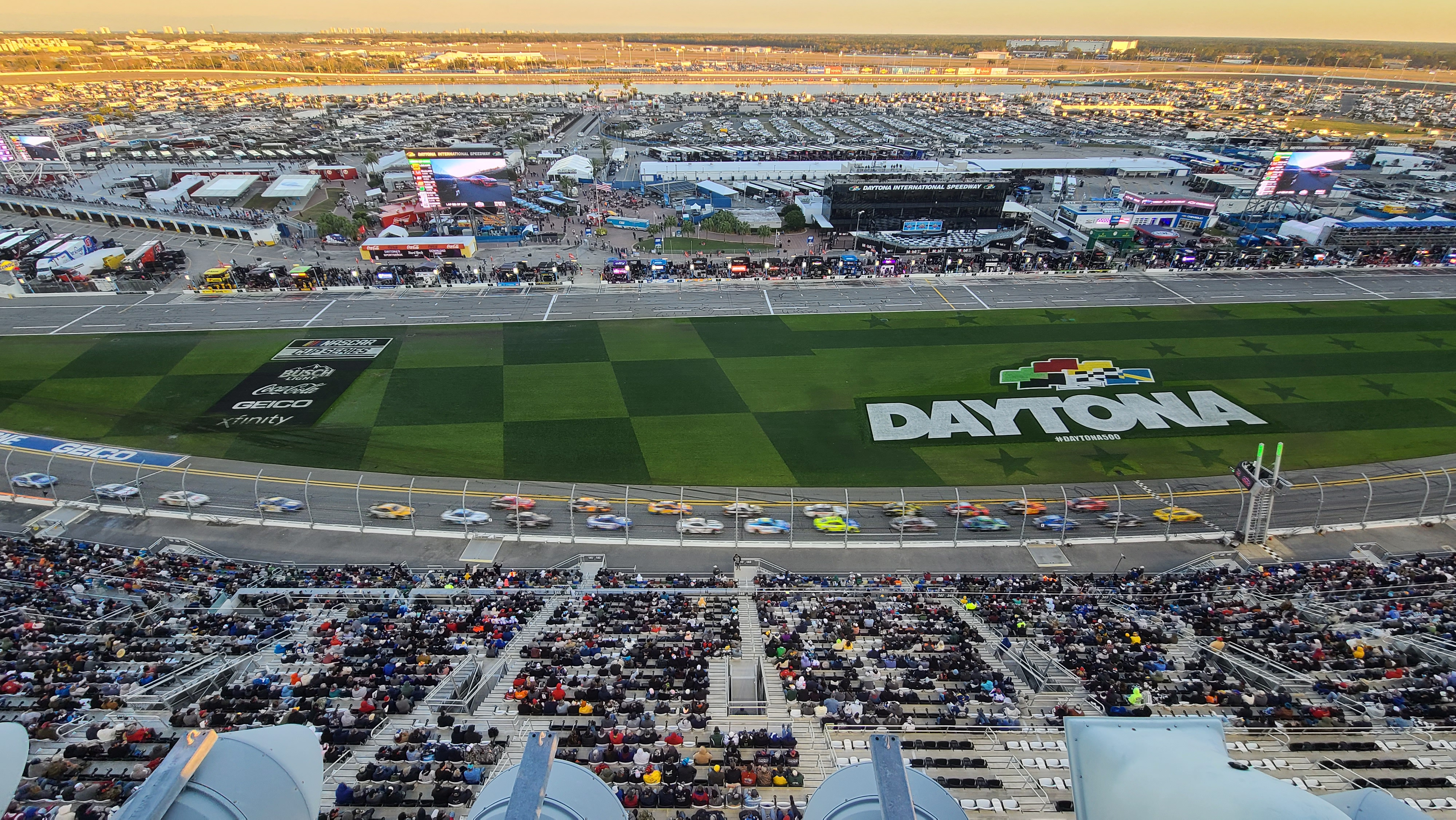
Rennszene

Das Daytona 500 2024 fand am 19. Februar 2024 auf dem Daytona International Speedway statt und war das 66. Daytona 500 sowie das erste Rennen der NASCAR Cup Series 2024.

## Bericht

### Hintergrund
Nach den Showrennen Anfang Februar war das Daytona 500 das erste Punkterennen der Saison. Ursprünglich geplant war das Rennen am 18. Februar, aufgrund der schlechten Wetterbedingungen wurde es allerdings um einen Tag verschoben. Zum neunten Mal in Folge war die Veranstaltung ausverkauft.

### Qualifying
Im Duellrennen konnte sich Joey Logano mit einer Zeit von 49.465 Sekunden die Pole-Position sichern. Michael McDowell landete auf dem zweiten Platz. Die restlichen Fahrer mussten den Startplatz in einem 60 Runden langen Rennen, bekannt als Duel at Daytona, ausfahren, wobei die Zielergebnisse die restliche Startaufstellung für das Hauptrennen entschieden. Die Sieger der beiden Rennen bekamen Startplatz 3 und 4, hinter Logano und McDowell, dieZweitplatzierten bekamen die Startplätze 5 und 5, und so weiter. Tyler Reddick und Christopher Bell konnten sich die Plätze in der zweiten Startreihe sichern.
Knapp an den Startplätzen scheiterten B. J. McLeod und J. J. Yeley, während sich Jimmie Johnson in den Duellen noch in die Startaufstellung retten konnte.

### Rennen
Das Rennen startete am Montag um 22:30 MEZ, die finalen Trainings fanden aufgrund des Wetters nicht statt. Der von der Pole-Position startende Joey Logano kämpfte in den ersten Runden mit dem zweitplatzierten Michael McDowell und die Führung wechselte sich bis zur fünften Runde mehrmals ab. In dieser kam es zum ersten Crash des Rennens, sowie zur ersten Gelbphase, als mehrere Wagen in eine Kettenreaktion verwickelt waren, wobei die Wagen von Harrison Burton und Carson Hovecar von der Strecke abkamen. Bei der Rückkehr auf diese wurden ebenfalls Jimmie Johnson und Kaz Grala in den Unfall verwickelt. Während daraufhin die ersten Fahrer die ersten Boxenstopps einlegten, blieben andere noch draußen und Christopher Bell führte das Rennen für einige Runden an. In der letzten Runden des ersten Rennsegments konnte sich Chase Elliott die Führung von Kyle Busch sichern und gewann damit die erste Stage.
Zum Restart konnte Kyle Larson das Rennen zuerst anführen, wurde jedoch von Joey Logano überholt. Es kam im zweiten Rennsegment zu vielen Führungswechseln, letztendlich konnte sich Ryan Blaney allerdings gegen seinen Teamkollegen Austin Cindric durchsetzen und die Stage gewinnen.
Die finale Stage startete in Runde 137, wobei Cindric das Feld anführte. Kyle Busch hatte beim Restart Probleme mit seinem Wagen, da sein linkes Vorderrad nicht fest angebracht war. Er konnte sich dennoch in die Boxengasse retten und dementsprechend weiterfahren. Mit 50 verbleibenden Runden kam es zu mehreren Führungswechseln, unter anderem zwischen A. J. Allmendinger, Corey LaJoie oder Denny Hamlin. Die letzten Boxenstopps fanden ab Runde 178 statt, wobei diese nach Team erledigt wurden. Als letztes kamen die Chevrolet-Teams in Runde 182 in die Box, woraufhin Ross Chastain sich die Führung sichern konnte. 11 Runden vor Schluss waren Joey Logano, Brad Keselowski und William Byron auf den Plätzen 2 bis 4. In Runde 192 kam es dann zu einem rennentscheidenden Massencrash mit 18 Wagen. Kurz vor Kurve 3 wurde Byron gegen den vor ihm liegenden Keselowski geschoben, woraufhin sich dieser vor dem gesamten Feld drehte. Die vorne platzierten Fahrer konnten dem Unfall zwar noch ausweichen, vielen weiter hinten liegenden gelang dies jedoch nicht. Insgesamt 23 Wagen waren in den Crash verwickelt, wobei einige in die Boxen fahren konnten und dementsprechend weiterfuhren. Die rote Flagge blieb für 15 Minuten draußen und das Rennen wurde 4 Runden vor Schluss wieder freigegeben. Der führende Chastain fiel hinter Byron zurück und kam aufgrund einer Kollision mit Austin Cindric von der Strecke ab. Es folgte eine letzte Gelbphase in der William Byron das Rennen als Erster, vor Alex Bowman, beendete.

## Meldeliste
| Team                     | Nr. | Fahrer               | Hersteller |
| ------------------------ | --- | -------------------- | ---------- |
| Trackhouse Racing        | 01  | Ross Chastain        | Chevrolet  |
| Trackhouse Racing        | 099 | Daniel Suárez        | Chevrolet  |
| Team Penske              | 02  | Austin Cindric       | Ford       |
| Team Penske              | 012 | Ryan Blaney          | Ford       |
| Team Penske              | 022 | Joey Logano          | Ford       |
| Richard Childress Racing | 03  | Austin Dillon        | Chevrolet  |
| Richard Childress Racing | 08  | Kyle Busch           | Chevrolet  |
| Stewart–Haas Racing      | 04  | Josh Berry           | Ford       |
| Stewart–Haas Racing      | 010 | Noah Gragson         | Ford       |
| Stewart–Haas Racing      | 014 | Chase Briscoe        | Ford       |
| Stewart–Haas Racing      | 041 | Ryan Preece          | Ford       |
| Hendrick Motorsports     | 05  | Kyle Larson          | Chevrolet  |
| Hendrick Motorsports     | 09  | Chase Elliott        | Chevrolet  |
| Hendrick Motorsports     | 024 | William Byron        | Chevrolet  |
| Hendrick Motorsports     | 048 | Alex Bowman          | Chevrolet  |
| RFK Racing               | 06  | Brad Keselowski      | Ford       |
| RFK Racing               | 017 | Chris Buescher       | Ford       |
| RFK Racing               | 060 | David Ragan          | Ford       |
| Spire Motorsports        | 07  | Corey LaJoie         | Chevrolet  |
| Spire Motorsports        | 071 | Zane Smith           | Chevrolet  |
| Spire Motorsports        | 077 | Carson Hovecar       | Chevrolet  |
| Joe Gibbs Racing         | 011 | Denny Hamlin         | Toyota     |
| Joe Gibbs Racing         | 019 | Martin Truex Jr.     | Toyota     |
| Joe Gibbs Racing         | 024 | Christopher Bell     | Toyota     |
| Joe Gibbs Racing         | 054 | Ty Gibbs             | Toyota     |
| Rick Ware Racing         | 015 | Riley Herbst         | Ford       |
| Rick Ware Racing         | 051 | Justin Haley         | Ford       |
| Kaulig Racing            | 016 | A. J. Allmendinger   | Chevrolet  |
| Kaulig Racing            | 031 | Daniel Hemric        | Chevrolet  |
| Wood Brothers Racing     | 021 | Harrison Burton      | Ford       |
| Legacy Motor Club        | 042 | John Hunter Nemechek | Toyota     |
| Legacy Motor Club        | 043 | Erik Jones           | Toyota     |
| Legacy Motor Club        | 084 | Jimmie Johnson       | Toyota     |
| NY Racing Team           | 044 | J. J. Yeley          | Chevrolet  |
| 23XI Racing              | 024 | Bubba Wallace        | Toyota     |
| 23XI Racing              | 045 | Tyler Reddick        | Toyota     |
| JTG Daugherty Racing     | 047 | Ricky Stenhouse Jr.  | Chevrolet  |
| Beard Motorsports        | 062 | Anthony Alfredo      | Chevrolet  |
| Live Fast Motorsports    | 078 | B. J. McLeod         | Chevrolet  |

## Rennergebnisse

### Schlussklassement
| Pos.        | Nr. | Team                     | Fahrer                | Runden |
| ----------- | --- | ------------------------ | --------------------- | ------ |
| 1           | 24  | Hendrick Motorsports     | William Byron         | 200    |
| 2           | 48  | Hendrick Motorsports     | Alex Bowman           | 200    |
| 3           | 20  | Joe Gibbs Racing         | Christopher Bell      | 200    |
| 4           | 7   | Spire Motorsports        | Corey LaJoie          | 200    |
| 5           | 23  | 23XI Racing              | Bubba Wallace         | 200    |
| 6           | 16  | Kaulig Racing            | A.J. Allmendinger     | 200    |
| 7           | 42  | Legacy Motor Club        | John Hunter Nemecheck | 200    |
| 8           | 43  | Legacy Motor Club        | Erik Jones            | 200    |
| 9           | 10  | Steward-Haas Racing      | Noah Gragson          | 200    |
| 10          | 14  | Steward-Haas Racing      | Chase Briscoe         | 200    |
| 11          | 5   | Hendrick Motorsports     | Kyle Larson           | 200    |
| 12          | 8   | Richard Childress Racing | Kyle Busch            | 200    |
| 13          | 71  | Spire Motorsports        | Zane Smith            | 200    |
| 14          | 9   | Hendrick Motorsports     | Chase Elliott         | 200    |
| 15          | 19  | Joe Gibbs Racing         | Martin Truex Jr.      | 200    |
| 16          | 31  | Kaulig Racing            | Daniel Hemric         | 200    |
| 17          | 54  | Joe Gibbs Racing         | Ty Gibbs              | 200    |
| 18          | 17  | RFK Racing               | Chris Buescher        | 200    |
| 19          | 11  | Joe Gibbs Racing         | Denny Hamlin          | 200    |
| 20          | 60  | RFK Racing               | David Ragan           | 200    |
| 21          | 1   | Trackhouse Racing        | Ross Chastain         | 200    |
| 22          | 2   | Team Penske              | Austin Cindric        | 200    |
| 23          | 41  | Steward-Haas Racing      | Ryan Preece           | 199    |
| 24          | 15  | Rick Ware Racing         | Riley Herbst          | 199    |
| 25          | 4   | Steward-Haas Racing      | Josh Berry            | 199    |
| 26          | 51  | Rick Ware Racing         | Justin Haley          | 199    |
| 27          | 62  | Beard Motorsports        | Anthony Alfredo       | 198    |
| 28          | 84  | Legacy Motor Club        | Jimmie Johnson        | 196    |
| Ausgefallen |     |                          |                       |        |
| 29          | 45  | 23XI Racing              | Tyler Reddick         | 192    |
| 30          | 12  | Team Penske              | Ryan Blaney           | 192    |
| 31          | 47  | JTG Daugherty Racing     | Ricky Stenhouse Jr.   | 192    |
| 32          | 22  | Team Penske              | Joey Logano           | 191    |
| 33          | 6   | RFK Racing               | Brad Keselowski       | 191    |
| 34          | 99  | Trackhouse Racing        | Daniel Suárez         | 191    |
| 35          | 38  | Front Row Motorsports    | Todd Gilliland        | 191    |
| 36          | 34  | Front Row Motorsports    | Michael McDowell      | 176    |
| 37          | 3   | Richard Childress Racing | Austin Dillon         | 146    |
| 38          | 36  | Front Row Motorsports    | Kaz Grala             | 5      |
| 39          | 21  | Wood Brothers Racing     | Harrison Burton       | 5      |
| 40          | 77  | Spire Motorsports        | Carson Hovercar       | 5      |